# Serpent Sermon
Serpent Sermon è il dodicesimo album in studio del gruppo musicale black metal svedese Marduk, pubblicato nel 2012.

## Tracce
1. Serpent Sermon – 4:38
2. Messianic Pestilence – 2:50
3. Souls for Belial – 4:47
4. Into Second Death – 5:11
5. Temple of Decay – 5:25
6. Damnation's Gold – 6:48
7. Hail Mary (Piss-soaked Genuflexion) – 3:27
8. M.A.M.M.O.N. – 3:30
9. Gospel of the Worm – 2:37
10. World of Blades – 7:09
11. Coram Satanae (bonus track edizione limitata) – 8:03

## Formazione
- Mortuus - voce
- Morgan Steinmeyer Håkansson - chitarra
- Magnus "Devo" Andersson - basso
- Lars Broddesson - batteria